# Język kwerisa
Język kwerisa, także taogwe – język papuaski używany w prowincji Papua w Indonezji, w kabupatenie Mamberamo Raya, w rejonie rzeki Rouffaer. Należy do rodziny języków Równiny Jezior .
Jest prawie wymarły. Według danych z 2000 r. posługuje się nim 15 członków społeczności (cała grupa etniczna liczy 130 osób). Jego znajomość zachowują osoby w podeszłym wieku . Został w dużej mierze wyparty przez język kaiy  z tej samej rodziny językowej .